# Европейский союз и вторжение России на Украину
Европейский союз после вторжения России на Украину в 2022 году осудил нападение, предоставил гуманитарную и военную помощь Украине и ввёл санкции против России и Республики Беларусь — стран, принимающих активное участие во вторжении на Украину.

## Помощь Украине
Австрия
Австрия осудила российское вторжение и присоединилась к экономическим санкциям против России. С февраля 2022 по апрель 2023 года страна приняла более 90 тысяч украинских беженцев и направила в Украину более 124 млн евро помощи. Австрия осталась привержена закреплённому в её конституции принципу военного нейтралитета (в частности, она не отправляла в Украину летальное вооружение), но на политическом уровне официальные лица страны неоднократно подчёркивали безоговорочную поддержку Украины.
Бельгия
22 апреля вещательная компания RTBF сообщила, что Бельгия передаст Украине 5000 штурмовых винтовок FN FNC, 200 единиц противотанкового оружия (возможно ПТРК Milan) и до 24 САУ M109.
Болгария
10 декабря 2022 года парламент Болгарии одобрил отправку на Украину первого транша военной помощи. Полный список засекречен, но Болгария заявила, что в основном это легкое вооружение, боеприпасы и «технологии для защиты неба украинских городов от российских беспилотников». Ранее Болгария не отправляла вооруженной помощи на Украину напрямую, но болгарские производители оружия резко наращивали экспорт за счет заказов из других стран, большая часть из них была отправлена в Польшу — один из ключевых узлов снабжения Украины военной помощью.
Издание WELT выяснило, что Болгария тайно поставляла Украине оружие и топливо в первые месяцы вторжения. Украина получала от Болгарии около 30 % необходимых ей боеприпасов советского образца и до 40 % дизельного топлива. Дизель производили из российской нефти на НПЗ, принадлежащем «дочке» ЛУКОЙЛа. Поставки организовали через зарубежные компании-посредники, за оружие платили США и Великобритания.
В декабре 2023 года парламент Болгарии одобрил поставку Украине 100 БТР, переносных зенитно-ракетных комплексов, зенитных ракет, а также помощь с обучением украинских пилотов на F-16.
Германия
26 февраля Германия после начала вторжения удовлетворила запрос Нидерландов на отправку на Украину 400 реактивных гранатомётов, а также 500 ракет «Стингер» и 1 тыс. противотанковых средств из собственных запасов.
25 марта DPA сообщило, что Германия поставила Украине 1,5 тысячи переносных зенитных ракетных комплексов «Стрела», 100 пулемётов MG3, 8 млн патронов для пистолетов, а также 350 тыс. продуктовых пайков, 50 медицинских транспортных средств и медицинские материалы.
26 апреля немецкий концерн Rheinmetall запросил у правительства ФРГ разрешение на продажу Украине 20 танков Leopard 2, сообщает Handelsblatt. Ранее Rheinmetall изъявил желание передать украинской стороне 88 танков Leopard 1А5, 100 БМП Marder, а также гаубицы PzH 2000. Заявка рассматривается Федеральным советом безопасности.
21 июня правительство Германии впервые обнародовало перечень военной поддержки Украине. В него входят поставки со складов вооруженных сил Германии, а также продукция немецкой оружейной промышленности, финансируемые в рамках инициативы правительства ФРГ по предоставлению помощи для обеспечения безопасности иностранных партнёров. В списке вооружений, передача которых в настоящее время осуществляется или готовится, указаны, в частности, РЛС COBRA, 3 РСЗО M270 MLRS (версия MARS2) с боезапасом, 7 САУ PzH 2000, 30 ЗСУ Gepard, а также 54 бронетранспортёра M113. Кроме того, Германия ведет переговоры со странами из Центральной и Восточной Европы, у которых все ещё есть вооружения и техника из стран — бывших участниц Организации Варшавского договора. Они доставляют эту технику на Украину, а взамен получают системы вооружения с немецких складов, говорится в сообщении пресс-службы немецкого правительства.
11 сентября члены правящей коалиции Германии выступили за немедленную поддержку украинского контрнаступления поставками тяжелой военной техники. Депутаты призывают адаптировать поставки оружия к новым реалиям. Германия должна немедленно внести свой вклад в успехи Украины и поставить бронированные машины, боевые машины пехоты Marder и танки Leopard 2, заявила глава комитета Бундестага по обороне Мари-Агнес Штрак-Циммерман. Эксперт по вопросам обороны и безопасности партии Союз 90 / Зелёные Агнешка Бруггер также выступила в бундестаге за увеличение поставок вооружений, особенно в областях противовоздушной обороны, артиллерии и бронетехники.
15 сентября министр обороны Германии Кристина Ламбрехт анонсировала новый пакет военной помощи Украине, включающий две дополнительные реактивные системы залпового огня M270 MLRS (версия MARS2) и боекомплект из 200 ракет GMLRS к ним, 4 САУ PzH 2000, а также 50 бронетранспортёров Dingo ATF. Таким образом, впервые с начала полномасштабного вторжения России правительство Германии одобрило поставку Украине бронетехники немецкого производства.
18 октября правительство Германии объявило о дополнительном пакете военной помощи. Новые поставки будут включать боеприпасы, антидроновые системы, бронированные ремонтно-эвакуационные машины Bergepanzer 2, дистанционные системы разминирования, тяжелые и средние мостовые системы, а также зимнюю одежду и амуницию.
В ноябре Украина получила новый пакет помощи, включающий ракеты для системы ПВО IRIS-T, боеприпасы для РСЗО M270 MLRS, пулемёты MG3, антидроновые системы, аппараты РЭБ, разведывательные беспилотники и танковые тягачи M1070 Oshkosh.
13 мая 2023 года правительство Германии анонсировало рекордный пакет помощи для Украины на 2,7 млрд евро. Среди прочего, в него войдут дополнительные 20 БМП Marder, первая партия из 30 модернизированных танков Leopard 1А5, 18 колесных гаубиц RCH 155, 15 зенитных самоходных установок Gepard, четыре батареи ПВО IRIS-T SLM, 12 пусковых установок IRIS-T SLS и сотни управляемых ракет для этих систем, боеприпасы. Германия также окажет помощь в обнаружении позиций противника — будет передано до 200 разведывательных дронов. Кроме того, Украина получит 100 бронетранспортёров для транспортировки военнослужащих и 100 транспортных средств логистической поддержки.
Греция
27 февраля на встрече премьер-министра Греции Кириакоса Мицотакиса с министром обороны Николасом Панайотопулосом было принято решение, с учётом консультаций со своими партнёрами по ЕС и союзниками по НАТО, ответить на запрос Украины и в течение дня отправить для неё на 2 военно-транспортных самолётах Локхид C-130 «Геркулес» оборонное снаряжение. Кроме того, в течение дня должна была быть отправлена гуманитарная помощь.
Дания
28 февраля Министерство обороны Дании выделило Украине 2,7 тыс. единиц противотанкового оружия, отметив, что «это оружие, которое можно использовать, помимо прочего, для ведения боя на более коротких дистанциях против бронетехники». Кроме того, силовое ведомство выразило готовность поставить детали от утилизируемых ракет земля-воздух Stinger для того, «чтобы США могли привести их в рабочее состояние». При этом ранее Дания по просьбе украинской стороны безвозмездно передала ей 2 тыс. бронежилетов TYR, которые защищают от осколков и пуль, как и 700 санитарных пакетов IFAK, включая бинты для оказания первой помощи.
21 апреля премьер-министр Дании Метте Фредериксен анонсировала новый пакет военной помощи на 90 миллионов долларов. В рамках этого пакета Дания планировала передать ВСУ порядка 50 модернизированных БТР M113 G3 DK, 120-мм мины для миномётов и противотанковое оружие, сообщало Danmarks Radio.
Испания
2 марта министр обороны Испании Маргарита Роблес сообщила, что 4 марта в пункт на границе Польши с Украиной на двух военно-транспортных самолётах будет доставлена партия наступательного вооружения в виде 1370 гранатомётов C90-CR (M3), 700 тыс. патронов к винтовкам и пулемётам, а также лёгкие пулемёты, откуда её потом заберут украинские власти.
В апреле Испания поставила новую партию оружия и боеприпасов, включая бронеавтомобили URO VAMTAC и RG-31.
1 июня газета Die Welt со ссылкой на источники сообщила о намерении властей Испании отправить на Украину зенитно-ракетные комплексы малой дальности Shorad Aspide и немецкие танки Leopard A4. Кроме того, Испания намерена обучить украинских военнослужащих обращению с этой техникой.
25 августа Министерство обороны Испании сообщило об очередном пакете военной помощи, включающем около 20 бронированных машин, 75 палет с боеприпасами для полевой артиллерии, полную батарею противовоздушной обороны, а также 1000 тонн дизеля стоимостью примерно 2,5 миллиона евро. Испания также будет заниматься обучением украинских военных, включая личный состав ВВС Украины.
12 октября Испания анонсировала передачу Украине 6 систем противовоздушной обороны MIM-23 Hawk, батареи зенитно-ракетного комплекса Selenia Aspide, противотанковых ракетных комплексов, боеприпасов, а также другого военного снаряжения.
22 февраля 2023 года Маргарита Роблес анонсировала передачу Украине 6 танков Leopard 2А4, однако позже премьер Педро Санчес, находившийся в тот момент с визитом в Киеве, поправил её, сказав, что Испания поставит Украине 10 танков.
Италия
27 февраля 2022 года министр иностранных дел Италии Луиджи Ди Майо одобрил военную помощь Украине в размере 110 млн евро.
Совет министров Италии 1 марта 2022 года принял закон, разрешающий министру обороны (после рассмотрения в парламенте) присылать Украине военную помощь. Так, в частности, было предоставлено: нераскрытое количество миномётов, ПЗРК Stinger, M2 Browning, легких пулемётов, противотанковых управляемых ракет и военной техники.
12 марта газета La Repubblica сообщила, что Италия передала Украине пулемёты и противотанковое оружие, отметив, что «европейские страны также отправляют боеприпасы, очки ночного видения и пулемёты, причём Италия — двух разных моделей». Кроме того, источник газеты в итальянских вооружённых силах рассказал, что Украине было передано оружие, которое «было создано для того, чтобы гражданские лица могли останавливать танки», как и то, что «Бельгия, Италия и Германия отправили на Украину современную версию» противотанковых гранатомётов «Панцерфауст».
31 июля Италия утвердила новый пакет военной помощи Украине.
18 октября министр обороны Италии Лоренцо Гуэрини объявил дополнительный пакет военной помощи Украине. В частности: 6 самоходных артиллерийских установок PzH 2000, 2 реактивные системы залпового огня M270 MLRS и около 30 единиц 155-мм САУ M109L.
Латвия
26 февраля Латвия доставила 30 грузовиков с индивидуальным снаряжением и предметами снабжения (включая боевые каски, сухие продукты, медицинские приборы и лекарства).
28 февраля Сейм Латвии на своём внеочередном заседании в срочном порядке утвердил поправки в закон о национальной безопасности, разрешив латвийским гражданам в качестве добровольцев воевать на стороне Украины, предварительно зарегистрировавшись в подразделении учёта резерва Национальных вооружённых силы Латвии.
3 марта Министерством обороны переданы 90 беспилотных летательных аппаратов.
По состоянию на 6 апреля общая военная помощь Латвии превысила 200 млн евро.
15 августа Министерство обороны Латвии сообщило о передаче Украине транспортных вертолётов Ми-8 и Ми-2, а также шести гаубиц М109.
Латвия отправила Украине с конца февраля вооружения на сумму более 300 млн евро, сообщили в министерствах обороны балтийских республик.
19 января 2023 года анонсирована новая помощь с дополнительными переносными зенитно-ракетными комплексами Stinger и дополнительными элементами ПВО, двумя вертолётами Ми-17, десятками пулемётов с боеприпасами, несколькими десятками БПЛА и запчастями для гаубицы М109.
Литва
27 февраля командующий Вооружёнными силами Литвы генерал-лейтенант Вальдемарас Рупшис сообщил, что была проведена «первая материально-техническая операция, в рамках которой литовские солдаты передали украинской армии большое количество автоматов, пистолетов, шлемов и бронежилетов».
По словам министра национальной обороны Литвы, по состоянию на 26 апреля 2022 года сумма военная помощи Украине составила более 100 млн евро.
25 мая переданы 20 бронетранспортеров М113, 10 военных грузовиков и 10 внедорожников.
20 июля Литва анонсировала новый пакет военной помощи для украинских военных. В него войдут бронетранспортеры M113 и M577, боеприпасы для подготовки резерва и другая необходимая поддержка.
12 октября министр обороны Литвы Арвидас Анушаускас объявил дополнительную военную помощь, включающую зимнюю одежду, снаряжение, миномёты, бронемашины, тепловизоры и прочее.
По состоянию на ноябрь общая сумма помощи от Литвы составила 640 млн евро, из которых военная помощь составила 232 млн.
19 января 2023 года анонсирован новый пакет военной поддержки, состоящий из десятков зенитных орудий Bofors L70 с десятками тысяч боеприпасов и двух вертолётов Ми-8 общей стоимостью в 85 млн евро.
Люксембург
28 февраля правительство Люксембурга объявило о поставке на Украину 100 противотанковых орудий NLAW, а также джипов и 15 военных тентов.
Нидерланды
27 февраля Министерство обороны Нидерландов отправило Украине военно-транспортный самолёт с грузом военной помощи в виде 50 противотанковых гранатомётов Panzerfaust 3 с 400 гранатами, 200 переносных зенитно-ракетных комплексах Stinger, 100 снайперских винтовок и 30 тысяч боеприпасов к ним, а также два водолазных судна.
19 апреля премьер-министр Нидерландов Марк Рютте заявил, что Нидерланды передадут Украине имеющиеся у них немецкие САУ PzH 2000.
4 мая после разговора с Владимиром Зеленским премьер-министр Марк Рютте заявил о готовности предоставить Украине больше тяжелого вооружения.
В июне правительство Нидерландов согласовало новый пакет помощи, включающий противокорабельные ракеты Гарпун, бронетранспортёры YPR-765, 3 дополнительные САУ PzH 2000, 5 РЛС AN/TPQ-36 и прочее военное снаряжение.
15 июля министр обороны Нидерландов объявил, что 65 солдат Королевской армии Нидерландов и корпуса морской пехоты будут отправлены в Великобританию для помощи в обучении украинских солдат.
20 апреля 2023 года Дания и Нидерланды пообещали совместно выкупить у третьей страны, модернизировать и поставить Украине роту (14) танков Leopard 2A4. Сама поставка предварительно запланирована на начало 2024 года. 
20 августа 2023 года Дания и Нидерланды объявили о поставке Украине до 61 самолёта F-16 (Дания планировала поставить все свои 19 самолётов, Нидерланды не объявили точное количество (из имеющихся 42) планируемых к поставке самолётов), шесть из которых планируют доставить ещё до Нового года. Министр обороны Дании Якоб Эллеманн-Йенсен заявил, что поставленные самолёты могут быть использованы только на территории Украины. По информации Berlingske, передача Данией первых своих 6 самолётов F-16 откладывается на срок до 6 месяцев. Это связано с подготовкой украинских пилотов. В конце 2023 года Нидерланды объявили о подготовке к передаче первых своих 18 самолётов.
Польша
27 февраля Польша передала Украине колонну военной помощи. Первый пакет составил 100 штук 60-мм миномётов и 1,5 тыс. штук боеприпасов к ним, 8 комплектов беспилотных летательных аппаратов, 152-мм кумулятивные боеприпасы и боеприпасы к автоматическим орудиями, а также шлемы. Кроме того, польской стороной была выражена готовность передать Украине противотанковые ракетные комплексы FGM-148 Javelin и автоматы FB MSBS Grot.
5 марта The Wall Street Journal сообщила, что, по имеющимся у неё данным, Польша намерена предоставить Украине истребители МиГ-29 и штурмовики Су-25, получив от США взамен истребители F-16.
10 апреля Польша передала Украине более 230 единиц танков Т-72М, 20 единиц РСЗО БМ-21, то же количество самоходных гаубиц 2С1 и не менее 40 БМП-1 (вооружена 73-мм 2А28 «Гром»).
29 мая из арсенала Войска Польского переданы 18 САУ AHS Krab. 13 июля Украина получила вторую партию данных САУ.
25 июля спикер агентства вооружений Министерства национальной обороны Польши Кшиштоф Платек сообщил о передаче Украине польских танков PT-91 Twardy.
19 января 2023 года анонсирована передача модернизированных польских зенитно-ракетных комплексов дальнего радиуса действия Osa-AKM-P1.
24 февраля 2023 года, в годовщину начала вторжения, на Украину прибыли первые «Леопарды» из Польши. Количество доставленных танков не уточняется.
Португалия
К 6 апреля на Украину было доставлено от 60 до 70 тонн военной помощи из Португалии, в том числе военная экипировка, состоящая из бронежилетов, боевых касок, приборов ночного видения, гранат и боеприпасов различного калибра, портативных радиостанций, аналоговых ретрансляторов и автоматических винтовок HK G3A3, заявленных 26 февраля и поставленных Украине в феврале и марте.
8 мая Министерство обороны Португалии приняло решение передать Украине 15 БМП M113 и 5 гаубиц M114, сообщает Nascer do SOL.
17 мая Министр национальной обороны Элена Каррейраш сообщила, что Португалия готовится отправить ещё 160 тонн материалов, включая военное, медицинское и санитарное оборудование.
20 июля Элена Каррейраш сообщила, что в общей сложности Португалия отправила Украине 315 тонн вооружений и техники, в том числе беспилотные летательные аппараты.
13 октября Португалия анонсировала передачу 6 вертолётов Ка-32А11BC.
Словакия
27 февраля Словакия отправила Украине военную помощь на общую сумму 4,5 млн евро.
8 апреля глава правительства Словакии Эдуард Хегер сообщил, что его страна поставила Украине комплексы ПВО С-300.
10 апреля словацкое издание Pravda сообщило, что Словакия готовится передать Украине около 20 артиллерийских установок DANA (включая модификации Zuzana).
16 июня Словакия передала боеприпасы к РСЗО «Град», 4 вертолёта Ми-17 и один Ми-2.
В марте 2023 года правительство Словакии согласовало передачу Украине 13 модернизированных истребителей МиГ-29.
В октября 2023 года уходящее правительство Словакии на фоне формирования нового коалиционного кабинета министров заявило о прекращении военной помощи Украине.
Словения
28 февраля правительство Словении одобрило помощь Украине в виде автоматических винтовок Zastava M70, боеприпасов и касок.
21 апреля немецкое агентство DPA сообщило, что Словения передаст Украине 54 своих танка M-84 (Югославская версия Т-72). По состоянию на сентябрь 2022 года о фактической передаче танков публично не сообщалось.
21 июня из резерва словенской армии для Украины было отправлено 35 БМП M80A.
21 сентября было заявлено, что Словения достигла соглашения с Германией о передаче Украине 28 танков М-55 (глубокая модернизация танка Т-55) в обмен на поставку автомобильной техники.
Финляндия
27 февраля правительство Финляндии одобрило поставку на Украину 2 тыс. бронежилетов, 2 тыс. композитных касок, ста носилок и оборудования для двух пунктов скорой медицинской помощи. 
В марте было передано 2500 автоматов со 150 000 патронов, 1500 одноразовых противотанковых средств M72 LAW и 70 000 сухпайков.
8 августа Министерство обороны Финляндии объявило, что отправит своих инструкторов для участия в обучении украинских солдат в Великобритании.
6 октября правительство Финляндии объявило о передаче Украине девятого пакета военного помощи.
17 ноября Финляндия объявила о военной помощи на сумму 55,6 миллиона евро. Министр обороны Антти Кайкконен подчеркнул, что это уже десятый пакет помощи Украине от Финляндии.
20 января 2023 года Финляндия анонсировала передачу Украине крупнейшей партии военной помощи с начала войны на сумму 400 миллионов евро. В него войдут тяжелая артиллерия и боеприпасы.
Франция
26 февраля правительство Франции объявило о военной помощи Украине на сумму около 120 млн евро, включающую, среди прочего, противотанковые комплексы Milan и Javelin, ПЗРК Мистраль, боеприпасы, электрооптические/инфракрасные системы (включая бинокли ночного обнаружения), защитное снаряжение (в том числе 1000 комплектов бронежилетов/касок).
После начала российского военного вторжения некоторые украинцы, проходившие службу в рядах Французского Иностранного легиона (по состоянию на февраль 2022, из 9500 легионеров 710 — украинцы), вернулись на Украину для защиты страны.
13 апреля министр обороны Франции сообщила о передаче нового пакета военной помощи (подробности неизвестны).
В июле 2024 года в распоряжение канала France 3 Champagne-Ardenne попал документ, согласно которому до конца 2024 года во Франции будет подготовлено 2100 украинских военных (эквивалент бригады), которым будут переданы 128 БТР VAB, 24 AMX-10RC и 18 САУ CEASAR.
Хорватия
28 февраля Хорватия приняла решение удовлетворить запрос Украины на вооружение и отправить автоматы, пулемёты и защитное снаряжение, достаточные для оснащения 4 бригад ВСУ.
Чехия
27 февраля Министерство обороны Чехии отправило украинской стороне военную помощь (автоматы, пистолеты, пулемёты, снайперские винтовки и соответствующие боеприпасы) на сумму 188 млн крон (около 8,6 млн $). Ранее Чехия передала в дар ВСУ 4 тыс. артиллерийских снарядов калибра 152 мм.
5 апреля чешская газета Mladá fronta Dnes сообщила, что Чехия поставила Украине до 40 танков Т-72 и бронемашин БМП-1.
14 апреля Чехия передала Украине партию вооружения, более 20 реактивных систем залпового огня RM-70 Vampire, 20 САУ DANA, РСЗО БМ-21 и самоходные гаубицы 2С1.
В мае Министерство обороны Чехии сообщило о передаче Украине ударных вертолётов Ми-24, изготовленных в 2003—2005 годах и прошедших глубокую модернизацию в 2017 году.
20 октября министр обороны Чехии Яна Чернохова анонсировала новый пакет военной помощи Украине.
Швеция
28 февраля премьер-министр Швеции Магдалена Андерссон заявила, что несмотря на то, что её страна обычно не оказывает военной помощи и это правило соблюдается с 1939 года, когда была оказана поддержка Финляндии в войне с СССР, «Швеция перейдёт к всесторонней поддержке Вооружённых сил Украины», поэтому «на Украину будут отправлены 135 тыс. полевых пайков, 5 тыс. касок, 5 тыс. бронежилетов и 5 тыс. одноразовых противотанковых гранатомётов». Кроме того, Андерссон уточнила, что «военным также предоставляется финансовая поддержка в размере 400 млн крон (43 млн $)». В фонд Центрального банка Украины для поддержки вооружённых сил также было направлены дополнительные 500 млн крон (52,63 млн $).
2 июня глава МИД Швеции Анн Линде сообщила, что королевство подготовило четвёртый пакет помощи Украине. В него войдут противокорабельные ракеты AGM-114 Hellfire, противотанковое оружие AT4, 12,7-мм винтовки Barrett M82, а также боеприпасы. Швеция окажет Украине и финансовую поддержку. Общая сумма помощи составит более 95 миллионов евро.
30 июня было объявлено о дополнительной военной помощи на сумму 500 миллионов шведских крон (52,9 миллиона долларов), включающей противотанковые средства, стрелковое вооружение, оборудование для разминирования, также правительством обсуждается передача самоходных артиллерийских установок Archer.
18 ноября Шведский парламент принял решение о предоставлении Украине оборонной помощи на рекордную сумму в около 273 миллионов евро. Как отмечается, поддержка будет включать системы противовоздушной обороны, боеприпасы, бронетранспортеры, индивидуальное снаряжение, в том числе зимнее и защитное. Премьер-министр Швеции Ульф Кристерссон объяснил, что этот пакет военной помощи Украине станет большим, чем все восемь предыдущих пакетов, вместе взятых.
Эстония
8 февраля 2022 года Эстония передала ВСУ мобильный полевой госпиталь Role 2.
По состоянию на 8 апреля Эстония предоставила Украине летального оружия на сумму в 222 миллиона евро, включающего FGM-148 Javelin, противотанковые мины, стрелковое оружие, боеприпасы, средства защиты, 13 бронеавтомобилей, 50 000 полевых пайков и 9 гаубиц Д-30.
18 августа правительство Эстонии анонсировало новый пакет помощи, в том числе миномёты, противотанковые средства, полевой госпиталь, а также инициировало обучение украинских военнослужащих. 13 октября премьер-министр Эстонии Кая Каллас одобрила новый пакет военной помощи Украине, включающий зимнюю одежду, снаряжение и амуницию.
19 января 2023 года правительство Эстонии решило предоставить Украине военную помощь на сумму 113 миллионов евро. Этот пакет помощи стал крупнейшим переданным страной за время полномасштабной войны, включающий десятки 155-мм и 122-мм гаубиц, тысячи снарядов и грузовиков для них, более сотни противотанковых орудий Carl-Gustav, более тысячи единиц боеприпасов к ним.

## Осуждение России
Председатель Европейского совета Шарль Мишель на 48-м саммите «Большой семёрки» заявил, что «война, развязанная Россией, угрожает всему миру, влияя на поставки продовольствия и топлива». Мишель указал, что страны, входящие в G7 и ЕС, едины в своей поддержке Украины и добавил, что ЕС продолжит оказывать Украине финансовую, гуманитарную и политическую поддержку в нарастающем объёме и помогут Украине ликвидировать последствия войны.
Председатель Европейской комиссии Урсула фон дер Ляйен заявила, что «не позволит Путину разрушить архитектуру безопасности в Европе», а Жозеп Баррель призвал Путина прекратить «бессмысленную агрессию».
Председатель Европейского парламента Роберта Метсола призвала к «немедленным, быстрым, твёрдым и стремительным действиям» и созвала депутатов на внеочередное заседание парламента на 1 марта для обсуждения ситуации на Украине, где также было осуждение вторжения российских войск:

Украина — независимое и суверенное государство, и её территориальная целостность не подлежит обсуждению. Вторжение неоправданно и незаконно. Оно представляет собой угрозу для европейской и региональной стабильности, а также для мирового порядка, основанного на правилах. Нападение направлено против нашей модели демократического общества. Оно не может остаться без ответа.
Мы остаемся твердыми в нашем единстве, в нашей решимости и в нашем ответе на неспровоцированную российскую агрессию. Европейский парламент поддерживает беспрецедентный европейский и международный ответ, включая новые и жёсткие санкции, которые обеспечат ответственность Кремля за свои действия.
Оригинальный текст (англ.)
Ukraine is an independent and sovereign nation and its territorial integrity is non-negotiable. The invasion is unjustified and illegal. It is a threat to European and regional stability, as well as to the rules-based world order. The attack targets our model of democratic society. It cannot go unanswered.
We remain firm in our unity, in our resolve and in our response to unprovoked Russian aggression. The European Parliament supports an unprecedented European and international response, including new and severe sanctions that will ensure the Kremlin will be held accountable for its actions.

## Санкции против России и Белоруссии

### Предыстория

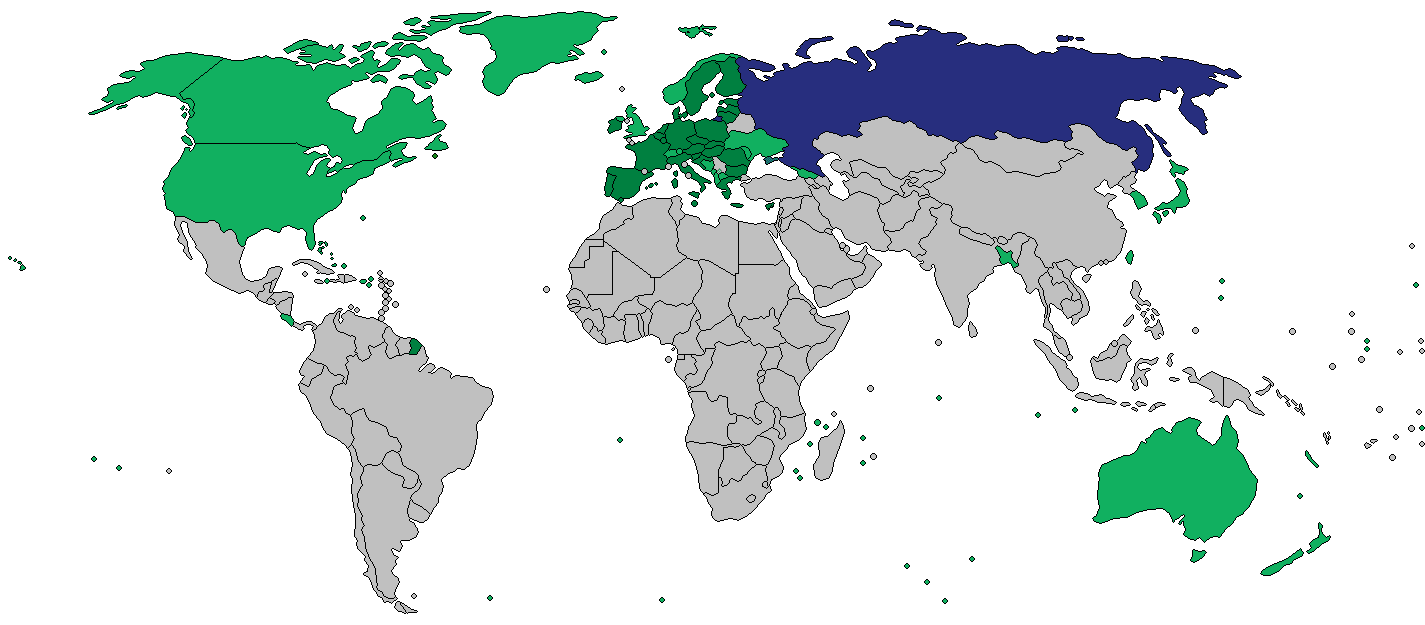
Страны, которые ввели санкции против России в связи с её действиями по отношению к Украине с 2014 года:
Европейский союз
другие страны
Россия

С начала аннексии Крыма Российской Федерацией позиция западного сообщества (в том числе Евросоюза) состояла в осуждении вмешательства России во внутренние дела Украины и поддержке территориальной целостности и суверенитета Украины. От России потребовали прекратить вмешательство во внутренние дела Украины и перейти к решению всех спорных вопросов с Украиной через политический диалог. В российской пропаганде и в заявлениях российских политиков события украинского Евромайдана часто характеризуются как «государственный переворот».
6 марта 2014 года на внеочередном заседании Европейского совета по Украине было принято решение считать референдум о аннексии Крыма Россией незаконным, поскольку он не соответствует конституции Украины. Участники заседания призвали Россию немедленно вернуть свои войска в места их постоянной дислокации и обеспечить доступ международных наблюдателей в Крым, а также начать переговоры с Украиной. До тех пор, пока это не будет сделано, участники заседания приняли решение заморозить переговоры с Россией по визам и новому соглашению о партнёрстве. В заявлении, принятом по итогам заседания, Россию предупредили о «долгосрочных последствиях» в случае, если она продолжит свои «действия по дестабилизации ситуации на Украине».
В середине марта 2014 года, после того как Россия, вопреки прозвучавшим предупреждениям, совершила аннексию Крыма, США и Евросоюз, Австралия, Новая Зеландия и Канада ввели в действие первый пакет санкций. Эти меры предусматривали замораживание активов и введение визовых ограничений для лиц, включённых в специальные списки, а также запрет компаниям стран, наложивших санкции, поддерживать деловые отношения с лицами и организациями, включёнными в списки. Списки лиц и организаций, в отношении которых действуют санкции, периодически пополняются. Помимо указанных ограничений, было также предпринято сворачивание контактов и сотрудничества с Россией и российскими организациями в различных сферах.
Последующее расширение санкций (апрель-май) было связано с обострением ситуации на востоке Украины. Организаторы санкций обвинили Россию в действиях, направленных на дестабилизацию ситуации на юго-востоке Украины и подрыв её территориальной целостности, — планировании и координации антимайдановских протестов, а позднее — в использовании регулярных войск в боевых действиях на стороне антиправительственных сепаратистов, а также в поставках оружия и финансовой поддержке самопровозглашённых республик.

### Февраль 2022: полномасштабное вторжение, введение новых санкций
21 февраля 2022 года, после признания Россией самопровозглашённых ДНР и ЛНР, Путин приказал ввести дополнительные российские войска в Донбасс, что Россия назвала «миротворческой миссией». В ответ на это Европейский союз ввёл санкции против 351 депутата Госдумы, проголосовавшего 15 февраля 2022 года в поддержку обращения к президенту Путину с просьбой признать ДНР и ЛНР (глава европейской дипломатии Жозеп Боррель объявил о намерениях «лишить» депутатов Госдумы «шопинга в Милане»), против 27 физических и юридических лиц, которые «сыграли роль в подрыве или угрозе территориальной целостности, суверенитета и независимости Украины», а также запретил финансирование российского правительства и Центробанка. На ДНР и ЛНР были наложены санкции в сфере торговли и инвестиции.
25 февраля Совет Европы приостановил членство России в организации.
В тот же день на территории стран Балтии была запрещена ретрансляция российских государственных телеканалов «РТР-Планета», «Россия 24», «НТВ Мир» и белорусского «Беларусь 24» (на пять лет), «РБК» и «TVCI» (на три года). С 3 июня 2022 года российские телеканалы отключены от вещания на всей территории стран-членов Европейского союза.

### Март 2022: расширение санкций
2 марта 2022 года Европейский совет ввёл ограничения на торговлю товарами, которые используются в производстве табачных изделий, топлива, битуминозных субстанций, газообразных углеводородных продуктов, продуктов из калийных удобрений, продукции деревообрабатывающей, цементной, резиновой промышленности, а также чёрной металлургии. Одновременно были введены дополнительные ограничения на торговлю товарами двойного назначения и технологиями, а также некоторыми товарами, технологиями и услугами, которые могут использоваться в военной сфере.
9 марта 2022 года было заявлено о намерении отключить от SWIFT белорусские банки «Белагропромбанк», «Банк Дабрабыт», «Банк развития Республики Беларусь», включая их дочерние компании, а также запретить продавать и поставлять Республике Беларусь банкноты евро.

У здания Совета Европы в Страсбурге спустили российский флаг 16 марта 2022 года

С 16 марта 2022 года Россия была исключена из Совета Европы, что также означало выход России из-под юрисдикции ЕСПЧ. После этого ЕСПЧ приостановил рассмотрение всех жалоб, поданных против России, — до рассмотрения правовых последствий решения Комитета министров Совета Европы об исключении России из Совета Европы. В решении ЕСПЧ о приостановлении сказано:

В соответствии с резолюцией комитета министров о том, что РФ прекращает быть членом Совета Европы с 16 марта 2022 года… суд принял решение приостановить рассмотрение всех жалоб против РФ до рассмотрения им правовых последствий данной резолюции для работы суда…
На момент исключения России из Совета Европы в ЕСПЧ находилось на рассмотрении около 17 тысяч жалоб, поданных против России. Кандидат юридических наук Олег Анищик уточнил, что из 17 787 жалоб против России, находившихся в ЕСПЧ на начало 2022 года, большинство — 12 366 жалоб находились на самом первом этапе разбирательства (то есть в отношении них не было принято даже первичного решения о приемлемости).

### Апрель 2022: санкции в ответ на резню в Буче
В апреле Евросоюзом был принят пятый пакет санкций против России, в котором белорусским и российским автотранспортным предприятиям запрещаются перевозки по территории ЕС, в том числе транзитом. Исключение сделано для фармацевтических, медицинских, сельскохозяйственных и продовольственных товаров, а также гуманитарных грузов. Кроме этого, была запрещена продажа банкнот и ценных бумаг, номинированных в любой официальной валюте государств-членов ЕС, России и Беларуси или любому физическому или юридическому лицу, организации или органу в России и Беларуси.
Для ужесточения борьбы с обходом санкций 10 апреля 2022 года к системе глобального экспортного контроля за поставками товаров, потенциально нарушающих введённые санкции, присоединились 4 новых государства Западной Европы, и общее количество государств в коалиции составило 38.

### Июнь 2022: ограничение транзитного сообщения с Калининградской областью
18 июня 2022 года Литва ввела запрет транзитных грузоперевозок между российской Калининградской областью и остальной территорией России через территорию Литвы, распространяющийся на товары, находящиеся под действием санкций Европейского союза, наложенных на Россию за её вторжение на Украину. Ограничения вступили в силу 18 июня 2022 года и привели к запрету транзита через литовскую территорию угля, металлов, цемента, древесины, строительных материалов и высокотехнологичных изделий железнодорожным транспортом.
В ответ на ограничения Россия начала открыто угрожать Литве и даже предъявлять ультиматумы. Министр иностранных дел Литвы Габриэлюс Ландсбергис заявил, что запрет на транзит продукции из стали и черных металлов между основной территорией Россией и Калининградской областью РФ через Литву — это не решение Литвы, а санкции Евросоюза в отношении России.
13 июля представители ЕС заявили, что России разрешен транзит подпадающих под санкции товаров через страны Европейского союза по железной дороге. Это означает, что Россия может осуществлять транзит подсанкционных товаров в Калининград через Литву и Польшу. Депутат Европарламента Андрюс Кубилюс называет такой шаг крайне опасным — «Кремль, чувствуя, что может оказать давление на Еврокомиссию, вряд ли остановится и может только потребовать ещё больших уступок». Премьер-министр Литвы Ингрида Шимоните заявила, что литовская сторона с данным решением не согласна, однако противопоставить Европейской комиссии что-либо не может.

### Сентябрь 2022: «референдумы» и аннексия украинских территорий
24 февраля 2023 года в ответ на аннексию четырёх украинских регионов Россией, санкционный список ЕС в отношении России был продлён до 24 февраля 2024 года.